# 沈丘县第一高级中学
沈丘县第一高级中学，简称沈丘一高，是中华人民共和国河南省沈丘县的一所高级中学，位于沈丘县县城教育园区(2015年2月26日搬迁至此)，占地436亩，建筑面积15万平方米，设计办学规模180个教学班。现有在校学生8600人。教学楼、宿舍楼、办公楼、实验楼、艺术楼、体育馆、餐厅、会议中心等建筑设施齐全，功能完备。

## 历任校长
王耀权 (现任)
郭宝珍
崔守同
赵光
王朝满（首任）
赵醒民
欧阳连选
王显光
王坦
刘万明
李国安
谢文轩
夏秋实
豆全章
刘子恒

## 学校历史
沈丘县第一高级中学，建校于1953年。原校址位于县城西关外路北，占地6.3万平方米。建校伊始校名为沈丘县第二初级中学。1956年增设高中班2个，学生100人，更名为沈丘县第一完全中学。1962年沈丘县一中、二中高中班合并，成立沈丘县高级中学(校址位于停办的沈丘师范原址)。1968年学校停办，次年高中部并入沈丘县第一中学，改称“五、七中学”。1976年后，恢复沈丘县第一中学之名，1981年易名为沈丘县第一高级中学，1982年成为地区重点中学。

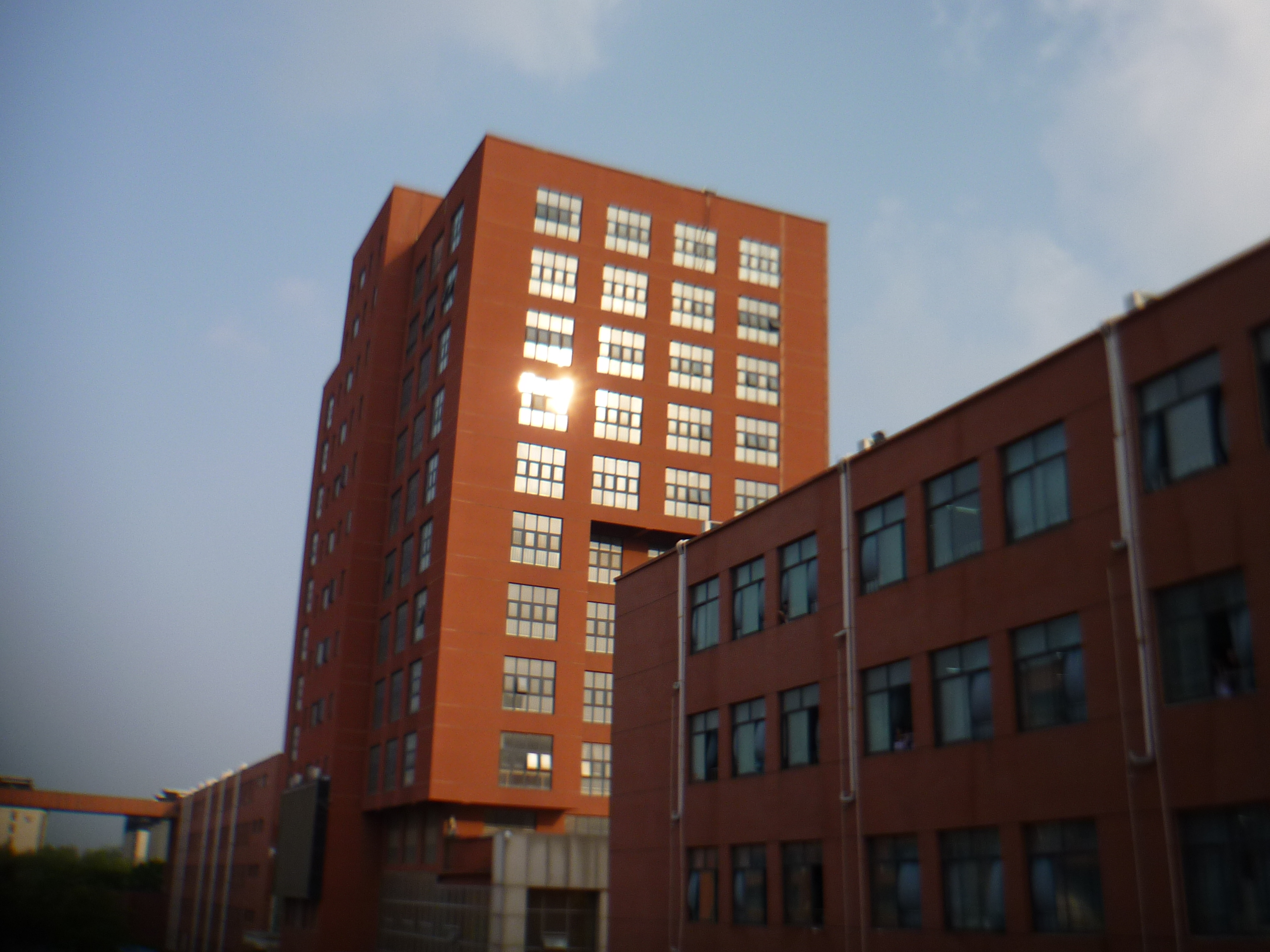
沈丘县第一高级中学图书馆